# (32450) 2000 SH25
2000 SH25 (asteroide 32450) é um asteroide da cintura principal. Possui uma excentricidade de 0.10252740 e uma inclinação de 24.47820º.
Este asteroide foi descoberto no dia 23 de setembro de 2000 por LINEAR em Socorro.